# Yabongo
Ne doit pas être confondu avec Yabonsgo.
Yabongo est une commune rurale de la préfecture de la Basse-Kotto, en République centrafricaine.

## Géographie
La commune est située au sud-ouest de la préfecture de Basse-Kotto.
|               | Bangui-Ketté | Bakou  |
| Cochio-Toulou | Yabongo      | Ouambé |
| Kouango       | Congo RDC    | Mobaye |

## Villages
La commune compte 89 villages en zone rurale recensés en 2003 : Batalimo, Belengbe, Boudoula, Daimbou, Demanda, Didimakoeno, Digo, Dokoa, Doungba, Foulata, Foungou, Gabou, Gbada 1, Gbada-Aga, Gbada-Orongbe, Gbaga, Gbakoudji, Gbama, Gbandjoumba, Gbaraga, Gbokoro 1, Gobia 1, Gobia 2, Gobia 3, Goussodjio, Haye 1, Haye 2, Kanga, Kissi, Kogba 1, Kogba 2, Kongo, Koulinda, Koulouyia, Koumou, Kpakarata, Kparada, Kpokolo, Legba, Lenda, Ligba, Louka, Loukou, Mana, Manœuvre, Mategba, Mbata-Boukpata 1, Mbata-Goro, Mbata-Yehonga, Mbele, Mboutou, Mene, Mene-Mbala, Mognole, Mongbanga, Moto 1, Moto 2, Moutou 1, Moutou 2, Ndokpa, Ndoma, Ndoukou, Ndoukou-Tchema, Ngapo, Ngbaindeu, Ngbamande, Ngbewa, Ngoroudjou 1, Ngouroudjo 2, Ngriou, Nguele, Nguewa, Oda, Odjo, Omba, Onda, Oulou, Ouza 1, Ouza 2, Sakoua 1, Sakoua 2, Sikombala, Toukou, Voundja 1, Voundja 2, Wale, Wambala, Yehou, Yiri.

## Éducation
La commune compte 9 écoles : école Toukou-Malegbassa à Malegbassa, Digo Eleveurs, Motto 1, Andjikapa, Kanga, école Walogo à Gbada, Wanimbala.